# 波迪爾區

波迪爾區在基辅市的位置

波迪爾區（羅馬化：Podilskyi raion）是烏克蘭首都基輔的一個市轄區，位於該市西北部，處於第聶伯河右岸，面積34.04平方公里，2001年人口177,563，人口密度每平方公里5,216.3人。